# ISIS (satélite)
ISIS foi um programa canadense de satélites científicos usados no estudo da ionosfera terrestre. Isis I foi lançado em 30 de janeiro de 1969 e Isis II em março de 1971.